# Takayuki Yokoyama
Takayuki Yokoyama (jap. 横山 貴之, Yokoyama Takayuki; * 22. Dezember 1972 in der Präfektur Kochi) ist ein ehemaliger japanischer Fußballspieler.

## Karriere
Yokoyama erlernte das Fußballspielen in der Schulmannschaft der Katano High School und der Universitätsmannschaft der Kansai-Universität. Seinen ersten Vertrag unterschrieb er 1995 bei Cerezo Osaka. Der Verein spielte in der höchsten Liga des Landes, der J1 League. Für den Verein absolvierte er 92 Erstligaspiele. 2000 wechselte er zum Ligakonkurrenten Shimizu S-Pulse. 2000 erreichte er das Finale des Kaiserpokals. 2001 gewann er mit dem Verein den Kaiserpokal. Für den Verein absolvierte er 39 Erstligaspiele. 2003 wechselte er zum Drittligisten Sagawa Express Osaka. Ende 2003 beendete er seine Karriere als Fußballspieler.

## Erfolge
Shimizu S-Pulse
- Kaiserpokal

Sieger: 2001
Finalist: 2000